# أبريل 2007

## بوابة:أحداث جارية
| \| 1 أبريل 2007 (الأحد) \| عدل \| تاريخ \| راقب \| تصفح \| |     |       |      |      |
| - كيسنجر: العراق أكثر تعقيدا من فيتنام والنصر مستحيل. (الجزيرة) - مقتل شرطة أفغان بكمين لطالبان جنوب أفغانستان. (الجزيرة) - إيران تنفي نيتها مواصلة برنامجها النووي دون مراقبة. (الجزيرة) - موريتانيا تسجل أفضل النتائج الاقتصادية بأفريقيا عام 2006. (الجزيرة) - خطة لإعادة توطين عرب كركوك. (بي بي سي) - أوكرانيا: مظاهرات حاشدة لأنصار الحكومة والمعارضة. (بي بي سي) - معتقل سعودي بجوانتانامو: تعرضت للتعذيب لسنوات. (بي بي سي) - تحذير من فيضان جديد للمجاري في غزة. (بي بي سي) |     |       |      |      |
| 1 أبريل 2007 (الأحد) | عدل | تاريخ | راقب | تصفح |

| \| 2 أبريل 2007 (الإثنين) \| عدل \| تاريخ \| راقب \| تصفح \| |     |       |      |      |
| - مقتل عشرة عراقيين وستة جنود أميركيين بيومين. (الجزيرة) - استهداف فندق بمقديشو يكسر هدوء الاقتتال. (الجزيرة) - مصرع خمسة جنود أفارقة في هجوم بدارفور. (الجزيرة) - أحمدي نجاد يعد بأنباء جديدة قريبا بشأن النووي. (الجزيرة) - إيران: جميع البحارة المحتجزين اعترفوا بدخول مياهنا الإقليمية. (بي بي سي) - مقتل 11 شخصا في انفجار في كركوك بالعراق. (بي بي سي) - مظاهرة في رام الله للمطالبة بإطلاق سراح جونستون. (بي بي سي) - "حل" غموض الهرم الأكبر في مصر. (بي بي سي) |     |       |      |      |
| 2 أبريل 2007 (الإثنين) | عدل | تاريخ | راقب | تصفح |

| \| 3 أبريل 2007 (الثلاثاء) \| عدل \| تاريخ \| راقب \| تصفح \| |     |       |      |      |
| - بدء تنفيذ أمر حل البرلمان الأوكراني وقلق روسي. (الجزيرة) - زلزال قوي يضرب شمال شرق أفغانستان. (الجزيرة) - المحاكم مستعدة لتفاوض مشروط والآلاف يفرون من مقديشو. (الجزيرة) - الكونغرس يدرس خفض تمويل الحرب بالعراق وتشيني يندد. (الجزيرة) - بلير: الطريق مفتوح للجهود الدبلوماسية. (بي بي سي) - بيلوسي تلتقي عباس قبل توجهها إلى سورية. (بي بي سي) - الصين تعزز تعاونها العسكري مع السودان. (بي بي سي) - توقف منافسات الألعاب الجماعية باليونان بسبب العنف. (بي بي سي) |     |       |      |      |
| 3 أبريل 2007 (الثلاثاء) | عدل | تاريخ | راقب | تصفح |

| \| 4 أبريل 2007 (الأربعاء) \| عدل \| تاريخ \| راقب \| تصفح \| |     |       |      |      |
| - الأسد يستقبل بيلوسي اليوم في دمشق، وبوش يحذر من عواقب الزيارة. (الجزيرة) - الرئيس الأوكراني يتمسك بحل البرلمان. (الجزيرة) - ترحيب إيراني بتغير لهجة بريطانيا في أزمة البحارة. (الجزيرة) - إصابة جندي إسرائيلي وأوروبا تضغط على الفلسطينيين. (الجزيرة) - الأغلبية اللبنانية تطلب من الأمم المتحدة إقرار محكمة الحريري. (الجزيرة) - اشتباكات داخل مخيم جنين وإصابة جندي إسرائيلي. (بي بي سي) - وزير الخارجية القطري يتولى رئاسة الحكومة. (بي بي سي) - كاسترو قد يعود إلى الحياة السياسية. (بي بي سي) - قطار فرنسي يحطم رقما قياسيا جديدا. (بي بي سي) |     |       |      |      |
| 4 أبريل 2007 (الأربعاء) | عدل | تاريخ | راقب | تصفح |

| \| 5 أبريل 2007 (الخميس) \| عدل \| تاريخ \| راقب \| تصفح \| |     |       |      |      |
| - بوش سئم الحرب والمالكي يتهم مسؤولين بالإرهاب. (الجزيرة) - جنود البحرية البريطانية يغادرون إيران إلى بلادهم. (الجزيرة) - شهيد في غزة وتصعيد إسرائيلي بالضفة. (الجزيرة) - بيلوسي في الرياض وتشيني يهاجم زيارتها لدمشق. (الجزيرة) - البحارة البريطانيون يغادرون إيران. (بي بي سي) - بيلوسي تبحث العراق مع القادة السعوديين. (بي بي سي) - الصدريون يطردون اثنين من نوابهم. (بي بي سي) - نجاح عمليات حمل في أرحام مزروعة. (بي بي سي) |     |       |      |      |
| 5 أبريل 2007 (الخميس) | عدل | تاريخ | راقب | تصفح |

| \| 6 أبريل 2007 (الجمعة) \| عدل \| تاريخ \| راقب \| تصفح \| |     |       |      |      |
| - واشنطن لا تستبعد اجتماع رايس ومتكي الشهر المقبل. (الجزيرة) - عون يصف مذكرة إقرار المحكمة الدولية بالخيانة العظمى. (الجزيرة) - الاحتلال يسمح لليهود بدخول باحات الأقصى. (الجزيرة) - تجدد الاشتباكات وإريتريا تحاور شخصيات صومالية. (الجزيرة) - طهران تقول بلير اعتذر وبريطانيا تنفي. (بي بي سي) - مخاوف من هجوم إرهابي في انتخابات الرئاسة الفرنسية. (بي بي سي) - اشتباكات بين المدرسين والشرطة في الأرجنتين. (بي بي سي) - الاحتباس الحراري "يغير العالم فعلا". (بي بي سي) |     |       |      |      |
| 6 أبريل 2007 (الجمعة) | عدل | تاريخ | راقب | تصفح |

| \| 7 أبريل 2007 (السبت) \| عدل \| تاريخ \| راقب \| تصفح \| |     |       |      |      |
| - بحارة بريطانيا يتهمون إيران بالإساءة وينفون انتهاك مياهها. (الجزيرة) - إثيوبيا تعزز قواتها بمقديشو وإريتريا تستقبل قيادات صومالية. (الجزيرة) - معارك ضارية جنوبي أفغانستان والأطلسي يستعيد مناطق. (الجزيرة) - إصابة العشرات بهجوم على مسجد في اليمن. (الجزيرة) - طهران تطالب لندن بإبداء "حسن النوايا". (بي بي سي) - إصابة 30 شخصا في اعتداء على مسجد في اليمن. (بي بي سي) - مقتل ناشط فلسطيني في هجوم إسرائيلي بغزة. (بي بي سي) - واشنطن: حل للخلاف المالي مع بيونج يانج. (بي بي سي) |     |       |      |      |
| 7 أبريل 2007 (السبت) | عدل | تاريخ | راقب | تصفح |

| \| 9 أبريل 2007 (الإثنين) \| عدل \| تاريخ \| راقب \| تصفح \| |     |       |      |      |
| - إيران ترد بالفيديو على اتهامات بريطانية بسوء معاملة بحارتها. (الجزيرة) - الصين تحث الخرطوم على المرونة واجتماع ثلاثي بإثيوبيا. (الجزيرة) - الرئيس الموريتاني يعد بطرح العلاقة مع إسرائيل على البرلمان. (الجزيرة) - 124 ألف نازح من مقديشو ومخاوف من تجدد القتال. (الجزيرة) - "إيران دخلت المرحلة الصناعية لإنتاج الوقود النووي". (بي بي سي) - مئات الآلاف يتظاهرون في ذكرى سقوط بغداد. (بي بي سي) - أردوغان: برزاني تخطى حدوده مرة أخرى. (بي بي سي) - الحملات الانتخابية الفرنسية تنطلق رسمياً. (بي بي سي) |     |       |      |      |
| 9 أبريل 2007 (الإثنين) | عدل | تاريخ | راقب | تصفح |

| \| 11 أبريل 2007 (الأربعاء) \| عدل \| تاريخ \| راقب \| تصفح \| |     |       |      |      |
| إنفجارات تهزّ الجزائر العاصمة سمع دويّ انفجارات بالعاصمة الجزائريّة، وتمثّل في سيارتين مفخختين بكلّ من حيّ باب الزوّار والأخرى بالقرب من القصر الحكومي، وآخر الأخبار تشير إلى وقوع 23 قتيل وأكثر من 160 جريح |     |       |      |      |
| 11 أبريل 2007 (الأربعاء) | عدل | تاريخ | راقب | تصفح |

| \| 12 أبريل 2007 (الخميس) \| عدل \| تاريخ \| راقب \| تصفح \| |     |       |      |      |
| - رجل أعمال من أصل لبناني يصبح ثاني أغنى رجل بالعالم. (بي بي سي) - تفجير انتحاري في كافيتريا البرلمان العراقي في المنطقة الخضراء ببغداد أدى لمقتل 8 أشخاص بينهم النائب محمد عواد عضو جبهة الحوار الوطني بزعامة صالح المطلق وجرح نواب وموظفين آخرين. (بي بي سي) - رفض ديمقراطي لدعوة بوش لنقاش حرب العراق بالبيت الأبيض. (الجزيرة) - لقاء بين أولمرت وعباس الأحد ومفاوضات الأسرى تتعثر. (الجزيرة) - مقتل جنديين كنديين والناتو يبحث دعم قواته بأفغانستان. (الجزيرة) - خمسة قتلى في اشتباكات تنهي الهدنة بالصومال. (الجزيرة) - تهدم جسر الصرافية أحد الجسور الرئيسية في بغداد نتيجة تفجير انتحاري بشاحنة أدى لمقتل 10 أشخاص وجرح 26. (بي بي سي) - بلخادم: الجزائر لن تعود للوراء. (بي بي سي) - أمريكا تتهم إيران بتسليح المقاتلين في العراق. (بي بي سي) - السنيورة يدعو الأمم المتحدة للمضي في تشكيل المحكمة. (بي بي سي) |     |       |      |      |
| 12 أبريل 2007 (الخميس) | عدل | تاريخ | راقب | تصفح |

| \| 14 أبريل 2007 (السبت) \| عدل \| تاريخ \| راقب \| تصفح \| |     |       |      |      |
| - الجزائر تكشف هوية أحد منفذي التفجيرات وواشنطن تحذر. (الجزيرة) - قائد للمحاكم يهدد باستهداف القوات الأفريقية بالصومال. (الجزيرة) - إصابة فلسطينيتين بالضفة وأولمرت يؤطر للتفاوض مع عباس. (الجزيرة) - نيغروبونتي يزور دارفور ويدعو لنشر قوة دولية بالإقليم. (الجزيرة) - انفجار جديد يهز الدار البيضاء. (بي بي سي) - مقتل 47على الأقل في استهداف انتحاري لكربلاء. (بي بي سي) - الفرنسيان المختطفان في أفغانستان في شريط فيديو. (بي بي سي) - اكتشاف ماء على كوكب خارج المجموعة الشمسية. (بي بي سي) |     |       |      |      |
| 14 أبريل 2007 (السبت) | عدل | تاريخ | راقب | تصفح |

| \| 15 أبريل 2007 (الأحد) \| عدل \| تاريخ \| راقب \| تصفح \| |     |       |      |      |
| - قتيلان بتحطم مروحيتين بريطانيتين وعشرات الضحايا ببغداد. (الجزيرة) - هجومان قرب مصالح غربية واعتقالات بالدار البيضاء. (الجزيرة) - البرادعي: إيران ما زالت بعيدة عن إنتاج سلاح نووي. (الجزيرة) - تشاد تعتذر وترغب في تسوية سلمية للخلاف مع السودان. (الجزيرة) - مقتل 24 شخصا في سلسلة تفجيرات بالعراق. (بي بي سي) - 40 قتيلا في كربلاء واختطاف 20 شرطيا. (بي بي سي) - الجيش الأمريكي "لن يطلق سراح" الإيرانيين الخمسة. (بي بي سي) - الارتباك والفوضى يفسدان الانتخابات في نيجيريا. (بي بي سي) |     |       |      |      |
| 15 أبريل 2007 (الأحد) | عدل | تاريخ | راقب | تصفح |

| \| 16 أبريل 2007 (الإثنين) \| عدل \| تاريخ \| راقب \| تصفح \| |     |       |      |      |
| - ضغط أميركي يستبق مناقشة مجلس الأمن ملف دارفور. (الجزيرة) - الحكومة الفلسطينية تدعو عباس لوقف لقاءاته بأولمرت. (الجزيرة) - كوريا الجنوبية تعتزم تعليق مساعداتها لجارتها الشمالية. (الجزيرة) - مصرع عشرة من الشرطة بهجوم انتحاري شمالي أفغانستان. (الجزيرة) - الكتلة الصدرية تنسحب من حكومة المالكي. (بي بي سي) - نيغروبوتي يتهم السودان بدعم الجنجويد. (بي بي سي) - وزير صومالي يتهم إثويبيا بالـ"إبادة". (بي بي سي) - مبعوث الفاتيكان يشارك في إحياء ذكرى الهولوكوست. [2http://news.bbc.co.uk/hi/arabic/news/newsid_6558000/6558527.stm (بي بي سي)] |     |       |      |      |
| 16 أبريل 2007 (الإثنين) | عدل | تاريخ | راقب | تصفح |

| \| 17 أبريل 2007 (الثلاثاء) \| عدل \| تاريخ \| راقب \| تصفح \| |     |       |      |      |
| - مصر تتهم مهندسا بهيئتها الذرية بالتجسس لصالح إسرائيل. (الجزيرة) - إشادة بقبول السودان خطة الدعم الأممي بدارفور. (الجزيرة) - إغلاق مؤقت للقنصلية الأميركية بالدار البيضاء. (الجزيرة) - خمسة قتلى في تفجير سيارة للأمم المتحدة جنوبي أفغانستان. (الجزيرة) - الأمم المتحدة تعقد مؤتمرا حول لاجئي العراق. (بي بي سي) - محاكمة جندي أمريكي في إيطاليا بتهمة القتل. (بي بي سي) - جدل حول انتخابات الرئاسة في تركيا. (بي بي سي) - مقتل 33 شخصا في هجوم على جامعة فرجينيا الأمريكية. (بي بي سي) |     |       |      |      |
| 17 أبريل 2007 (الثلاثاء) | عدل | تاريخ | راقب | تصفح |

| \| 18 أبريل 2007 (الأربعاء) \| عدل \| تاريخ \| راقب \| تصفح \| |     |       |      |      |
| - فياض يناقش مع رايس المشكلات الاقتصادية للفلسطينيين. (الجزيرة) - استئناف محاكمة تشودري وتظاهرات جديدة بإسلام آباد. (الجزيرة) - طالبان تهاجم مراكز حكومية وتقتل تسعة بتفجيرين. (الجزيرة) - بان يجدد الدعوة للتفاوض بشأن الصحراء الغربية. (الجزيرة) - مقتل أكثر من5 شخصا في سلسلة هجمات ببغداد. (بي بي سي) - مقتل 16 تلميذا مصريا في حادث سير. (بي بي سي) - الجيش النيجيري يقتل 25 مسلحا إسلاميا. (بي بي سي) - تشكيل لجنة تحقيق في هجوم جامعة فرجينيا. (بي بي سي) |     |       |      |      |
| 18 أبريل 2007 (الأربعاء) | عدل | تاريخ | راقب | تصفح |

| \| 19 أبريل 2007 (الخميس) \| عدل \| تاريخ \| راقب \| تصفح \| |     |       |      |      |
| - واشنطن تحذر إيران من مزيد من العزلة والعقوبات. (الجزيرة) - فشل لقاء بوش والديمقراطيين بشأن تمويل حرب العراق. (الجزيرة) - أردوغان يعلن المرشح الرئاسي لحزبه الأسبوع المقبل. (الجزيرة) - تجدد الاشتباكات بمقديشو وتشكيل جبهة معارضة لإثيوبيا. (الجزيرة) - تقرير دولي يتهم السودان بنقل أسلحة إلى دارفور. (بي بي سي) - القائم بأعمال الرئيس الإسرائيلي تزور عمّان. (بي بي سي) - ولد الشيخ عبد الله يؤدي اليمين رئيسا لموريتانيا. (بي بي سي) - واشنطن تنشد طمأنة موسكو بشأن الصواريخ الأوروبية. (بي بي سي) |     |       |      |      |
| 19 أبريل 2007 (الخميس) | عدل | تاريخ | راقب | تصفح |

| \| 20 أبريل 2007 (الجمعة) \| عدل \| تاريخ \| راقب \| تصفح \| |     |       |      |      |
| - لجنة تحقيق بهجوم فرجينيا والشرطة تحمي عائلة المهاجم. (الجزيرة) - جرح جنديين إسرائيليين بالضفة والمختطف البريطاني حي. (الجزيرة) - الرئيس الموريتاني الجديد يؤدي اليمين الدستورية. (الجزيرة) - كوريا الشمالية ترهن تفتيش مفاعلاتها بوقف تجميد الأرصدة. (الجزيرة) - استئناف القتال في مقديشو وتحذير من كارثة إنسانية. (بي بي سي) - السودان يتهم الأمم المتحدة بإختلاق تقرير عن دارفور. (بي بي سي) - انتهاء الحملات الانتخابية في فرنسا. (بي بي سي) - حوادث الطرق أكبر أسباب وفيات الشبان. (بي بي سي) |     |       |      |      |
| 20 أبريل 2007 (الجمعة) | عدل | تاريخ | راقب | تصفح |

| \| 21 أبريل 2007 (السبت) \| عدل \| تاريخ \| راقب \| تصفح \| |     |       |      |      |
| - السجن 15 عاما لمصري أدين بالتجسس لإسرائيل (الجزيرة) - شهيد بالضفة ومسلحون يفجرون المدرسة الأميركية بغزة. (الجزيرة) - واشنطن تلوح بإحالة المحكمة الدولية إلى مجلس الأمن. (الجزيرة) - آخر الاستطلاعات ترجح فوز ساركوزي ورويال بالجولة الأولى. (الجزيرة) - مقتل 131 وتشريد المئات في معارك مقديشو. (بي بي سي) - طالبان تهدد بقتل رهينتين فرنسيتين. (بي بي سي) - جيتس يحث العراقيين على الإسراع بالمصالحة الوطنية. (بي بي سي) - بدء التصويت في الانتخابات النيجيرية. (بي بي سي) |     |       |      |      |
| 21 أبريل 2007 (السبت) | عدل | تاريخ | راقب | تصفح |

| \| 22 أبريل 2007 (الأحد) \| عدل \| تاريخ \| راقب \| تصفح \| |     |       |      |      |
| - السودان يشهد تحركا دبلوماسيا لاحتواء أزمة دارفور. (الجزيرة) - مشاركة قياسية في الساعات الأولى من رئاسيات فرنسا. (الجزيرة) - مقتل ثلاثة جنود أميركيين والمالكي يبدأ جولة عربية. (الجزيرة) - إيران تتمسك بالتخصيب وموسكو تطالبها بدفع المتأخرات. (الجزيرة) - بدء فرز الأصوات بانتخابات نيجيريا والنتائج غدا. (الجزيرة) - الأردن ينفي التصريحات المنسوبة للملك عبد الله. (الجزيرة) - مقتل وإصابة العشرات في انفجارين ببغداد. (بي بي سي) - مقتل 6 فلسطينيين وإطلاق صواريخ على سديروت. (بي بي سي) - انتخابات مجلس الشعب السوري وسط فتور واضح. (بي بي سي) - انفجاران يهزان بلدة خوست الأفغانية. (بي بي سي) - مقتل 23 ايزيديا عراقيا قرب الموصل على يد مسلحين (بي بي سي) |     |       |      |      |
| 22 أبريل 2007 (الأحد) | عدل | تاريخ | راقب | تصفح |

| \| 23 أبريل 2007 (الإثنين) \| عدل \| تاريخ \| راقب \| تصفح \|                                                        |     |       |      |      |
| - مسلحون يقتلون 23 عاملا في الموصل. (بي بي سي) - البرلمان الأردني يقر استخدام الطاقة النووية لأغراض سلمية. (الجزيرة) |     |       |      |      |
| 23 أبريل 2007 (الإثنين)                                                                                              | عدل | تاريخ | راقب | تصفح |

| \| 24 أبريل 2007 (الثلاثاء) \| عدل \| تاريخ \| راقب \| تصفح \| |     |       |      |      |
| - مقتل 9 جنود أمريكيين بالعراق (بي بي سي) - تشييع جنازة يلتسين الأربعاء في موسكو (بي بي سي) - حماس تتبني إطلاق صواريخ على إسرائيل (بي بي سي) - اليونسيف تطلق حملة لتطعيم 4 ملايين طفل عراقي (بي بي سي) - طعن دولي ومحلي في فوز مرشح الحزب الحاكم بنيجيريا (الجزيرة) - مشروع ديمقراطي مشترك بالكونغرس للانسحاب من العراق (الجزيرة) - نجاد يدعو بوش إلى مفاوضات ثنائية بحضور الإعلام (الجزيرة) - مقديشو تعيش يوما داميا جديدا ونصف سكانها يفرون (الجزيرة) - واشنطن تنتقد سير الانتخابات التشريعية في سوريا (الجزيرة) |     |       |      |      |
| 24 أبريل 2007 (الثلاثاء) | عدل | تاريخ | راقب | تصفح |

| \| 30 أبريل 2007 (الإثنين) \| عدل \| تاريخ \| راقب \| تصفح \| |     |       |      |      |
| - رايس قد تلتقي بمتكي في شرم الشيخ (بي بي سي) - مقتل 4 جنود أمريكيين في العراق (بي بي سي) - اعتقال نائبين للإخوان في مصر (بي بي سي) - مقتل ثلاثة أشخاص في إطلاق نار بمدينة كانساس (بي بي سي) - أولمرت يهدد المقاومة وانتقادات فلسطينية لتصريحات مصرية (الجزيرة) - متمردو دارفور يتهمون الحكومة بقصفهم وتظاهرات بأوروبا (الجزيرة) - تقرير حرب لبنان واتهامات بالفساد تفاقم أزمة أولمرت (الجزيرة) - القاعدة تدعو حماس لقتال إسرائيل وإهمال إيران (الجزيرة) |     |       |      |      |
| 30 أبريل 2007 (الإثنين) | عدل | تاريخ | راقب | تصفح |

| أحداث جارية |
| --- |
| - أزمة الدين الحكومي اليوناني - جائحة فيروس كورونا 2019–20 - التدخل العسكري الروسي في أوكرانيا - التدخل العسكري الروسي في سوريا - الحرب الأهلية السورية - الهجوم على شمال غرب سوريا (2024) - الحرب الأهلية السودانية 2023 - عملية طوفان الأقصى - الحرب الفلسطينية الإسرائيلية (الخط الزمني) - صراع حزب الله وإسرائيل (2023–الآن) - - أزمة البحر الأحمر - الهجمات على القواعد الأمريكية في العراق وسوريا 2023 - الأزمة الإنسانية في غزة (2023 – الآن) تفاصيل أكثر النزاعات الجارية أدناه |

| وفيات حديثة |
| --- |
| - 15 مايو: جلان إدوارد روجرز - 15 مايو: لويجي ألفا - 16 مايو: إيمانويل كونديه - 16 مايو: دونكان كامبل - 16 مايو: برايان غلانفيل - 16 مايو: شون دنيس - 16 مايو: بيتر لاكس - 16 مايو: جايسون كونتي - 17 مايو: مايكل ليدين - 17 مايو: كوركيس إسماعيل - 17 مايو: علي القزق - 18 مايو: عزيز الحجار - 18 مايو: ليزلي إبستاين - 19 مايو: جوناثان باريديس - 19 مايو: فدوى محسن - 19 مايو: يوري غريغوروفيتش - 19 مايو: إغناثيو رودريغيز (لاعب كرة قدم) - 20 مايو: كاي آرثر - 20 مايو: نينو بنفينوتي - 20 مايو: غادي كندة |

| نزاعات جارية |
| --- |
| - التدخل العسكري الدولي ضد تنظيم الدولة الإسلامية (داعش) - الكاميرون - الحرب الأهلية الكاميرونية - جمهورية إفريقيا الوسطى - حرب جمهورية إفريقيا الوسطى الأهلية (2012–الآن) - جمهورية الكونغو الديموقراطية - تمرد القوات الديمقراطية المتحالفة - صراع كيفو - الحرب الأهلية الأثيوبية (2018-حاليا) - موزمبيق - التمرد الإسلاموي في موزمبيق - نيجيريا - تمرد بوكو حرام - التمرد الإسلامي في الساحل - تمرد الجهاديين في بوركينا فاسو · حرب مالي - الحرب الأهلية الصومالية - الحرب في الصومال (2009–الآن) - السودان - نزاع السودان - النزاع في أفغانستان - النزاع بين طالبان والدولة الإسلامية في أفغانستان - صراع بنجشير - الهند - التمرد في جامو وكشمير - العصيان الماوي-الناكسالي - إندونيسيا - أزمة بابوا - الصراع الداخلي في ميانمار - الحرب الأهلية في ميانمار - باكستان - صراع بلوشستان - عصيان خيبر بختونخوا - الصراع الأهلي في الفلبين - التمرد الشيوعي في الفلبين - الحرب الروسية الأوكرانية - الغزو الروسي لأوكرانيا - صراع العراق - التمرد العراقي (2017–الآن) - صراع إسرائيل وغزة - الحرب الفلسطينية الإسرائيلية 2023 - أزمة البحر الأحمر - الحرب الأهلية السورية - التدخل الأجنبي في الحرب الأهلية السورية - تركيا - الولايات المتحدة - اليمن - الحرب الأهلية اليمنية - التدخل العسكري في اليمن |